# المغزالية
مركز المغزالية هو مركزٌ إداري تابعٌ لمحافظة الرين في منطقة الرياض ، ويصنف من فئة (ب) ورمزه 1489.